# Tkadlec

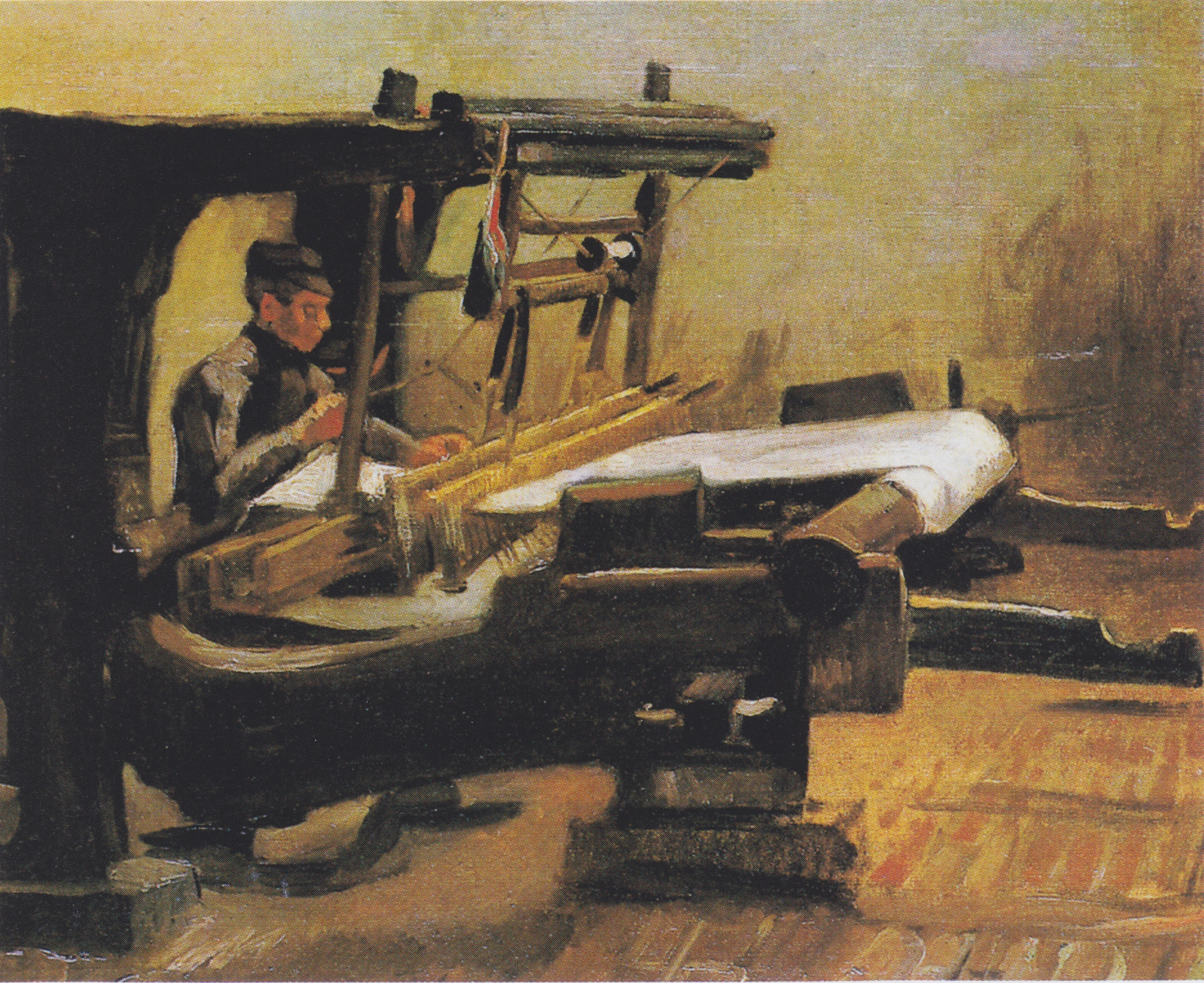
Vincent van Gogh: Jeden z obrazů na téma Tkadlec

Tkadlec (v nespisovné češtině také kadlec) vyrábí z přírodních a umělých materiálů na tkacím stroji textilie. Vlastní profese se nazývá tkalcovství, česká příjmení jsou Tkadlec i Kadlec.
Pro tkalce v minulosti specializované výlučně na výrobu jemně valchovaného a počesaného vlněného zboží se používá označení soukeník, stejně jako pro všechny řemeslníky, kteří se podíleli (až ve 30 různých operacích) na výrobě sukna

## Pracovní činnost
Struktura pracovní činnosti tkalce se měnila a mění v závislosti na vývoji výrobní techniky:
- Při výrobě na ručním stavu sestává práce tkalce skoro výlučně z manuálního ovládání jednoduchých zařízení k tvorbě prošlupu, prohozu a přírazu útku k hotové tkanině. Tímto způsobem může zhotovit za hodinu maximálně 1 m2 tkaniny.
- U člunkových strojů patří k hlavním pracovním úkonům odstraňování přetrhů nití a výměna cívek s útkovou nití v člunku (výkon stroje asi 4 m2 za hodinu).
- Při obsluze bezčlunkových strojů se práce tkalce soustřeďuje na kontrolu a odstraňování závad (přetrhů nití) při běhu strojů. Stroje mohou produkovat více než 20 m2 tkaniny za hodinu a obsluhovaný úsek dosahuje až 40 strojů.[6][7] [8]

## Z historického vývoje tkalcovství
Nálezy jednoduchých tkanin jsou údajně 2,6 miliony roků staré. Nejstarší zmínky o tkalcích z povolání pocházejí z Egypta (lněné tkaniny asi 3600 před n. l.). V Evropě se začalo uplatňovat profesionální tkalcovství kolem roku 800. Po průmyslové revolucí koncem 18. století se postupně nahrazovala většina dosavadních ručně poháněných zařízení mechanickými (člunkovými) stavy a asi od poloviny 20. století se začaly uplatňovat bezčlunkové stroje (skřipcové, jehlové a tryskové).

## Tkadlec v 21. století
V první dekádě 21. století se z cca 2/3 textilních surovin vyrábějí tkaniny v „klasickém“ formátu pro oděvní, bytové a technické účely, což odpovídá v hrubém přepočtu 250 miliardám m2 za rok.
Ze známého počtu a průměrného výkonu instalovaných strojů a z odhadu průměrných výkonů tkalce se dá odvodit, že celosvětově pracuje na tkalcovských stavech a tkacích strojích řádově 10 milionů lidí, z toho:
- asi 3 miliony na ručních stavech (publikované údaje se pohybují mezi 2,8 a 4 miliony),[10]
- 6 milionů na mechanických člunkových strojích,[11]
- 0,5 milionu na bezčlunkových strojích (1,5 milionu strojů, 10 strojů na tkalce ve 3 pracovních směnách).[12]

Mimo těchto úseků je ve světě menší počet tkalců zaměstnán výrobou stuh, hadicových tkanin (na kruhových strojích) a kovových tkanin.
(V České republice bylo např. v roce 2008 vyrobeno cca 400 milionů m2 tkanin, převážně na bezčlunkových strojích. Z těchto údajů se dá odvodit (výkon na stroj 20 m2/hod, 200 m2 na prac. hodinu tkalce), že se na výrobě podílelo asi 1200 tkalců).

## Kvalifikace a pracovní podmínky tkalců
Ručně tkané zboží se vyrábí většinou po domácku nebo jsou tkalci organizování ve družstvech. Např. v Indii jsou tkalci z 61 % samostatní řemeslníci, u 34 % je tkalcovská živnost ekonomicky závislá na faktorovi a 5 % je organizováno družstevně. Odborné znalosti se zpravidla předávají z jedné generace na druhou, bez teoretického školení.
Mechanické stroje jsou zpravidla v provozu ve velkých výrobních halách (obvykle s více než 200 stroji), tkalci jsou zaměstnáni jako tovární dělníci.  Trvalé zatížení hlukem zde přesahuje u člunkových strojů 100 dB, u bezčlunkových 90 dB.
Odborná kvalifikace se získává většinou jen zaučením, tkalcovství jako výuční obor existuje jen v některých evropských státech.
V minulosti tkalci často protestovali proti špatným pracovním a životním podmínkám. Zejména v 19. století došlo několikrát k hromadným nepokojům. K historicky nejznámějším patří povstání slezských tkalců v roce 1844 (na jehož příčiny a průběh mají historici a literáti zčásti protichůdné názory).

## Skloňování
Při skloňování slova tkadlec se souhláska d zachovává jen v 1. pádu jednotného čísla, v ostatních se vypouští (tedy 2. pád jednotného čísla tkalce, 3. pád tkalci atd.).

## Příjmení Tkadlec a Kadlec
V České republice se vyskytovalo v roce 2015 příjmení
- Tkadlec 491 x a ve tvaru Tkadlecová 474 x,[21]
- Kadlec 6369 x a ve tvaru Kadlecová 6520 x.[22]

## Galerie činností tkalce

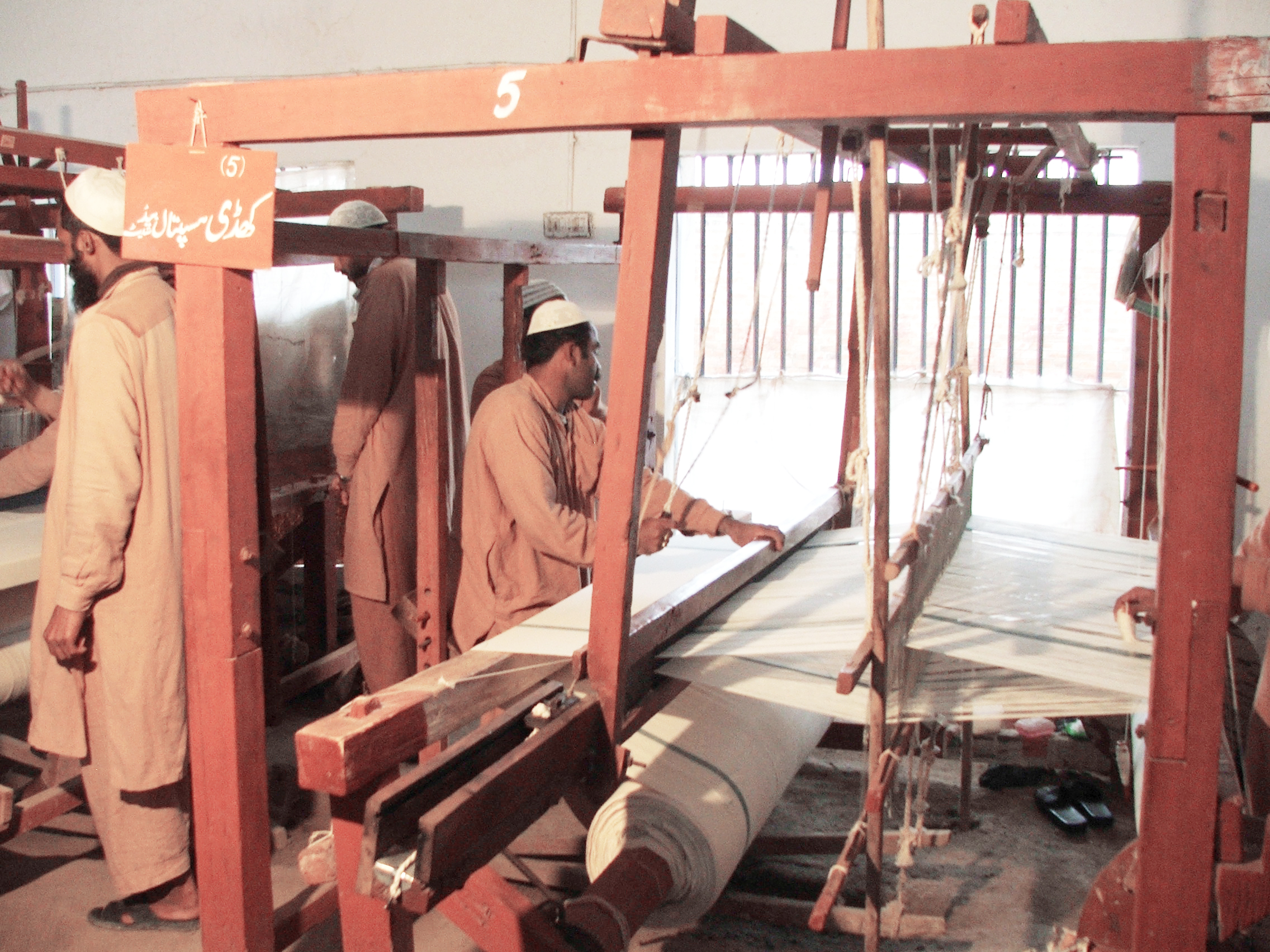
Obsluha ručních stavů (dílna v pákistánské věznici v roce 2010)
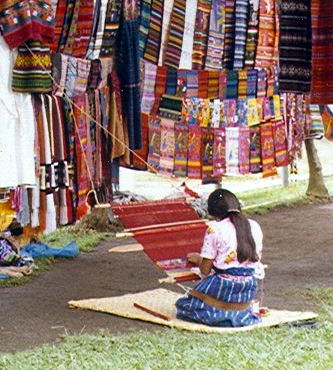
Práce na ručním stavu v Guatemale (1980)
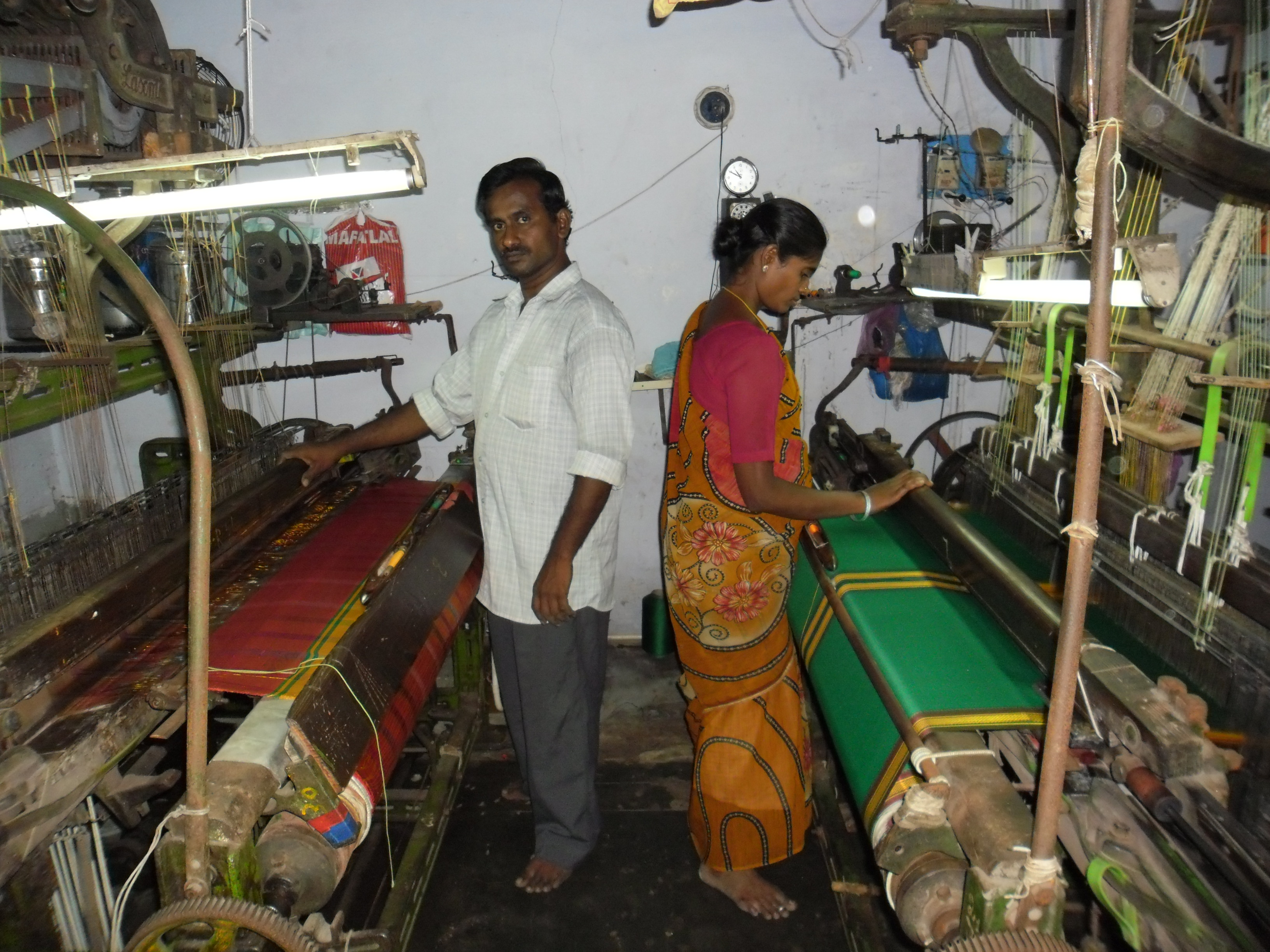
Tkalci na Srí Lance (člunkové stroje na začátku 21. století)
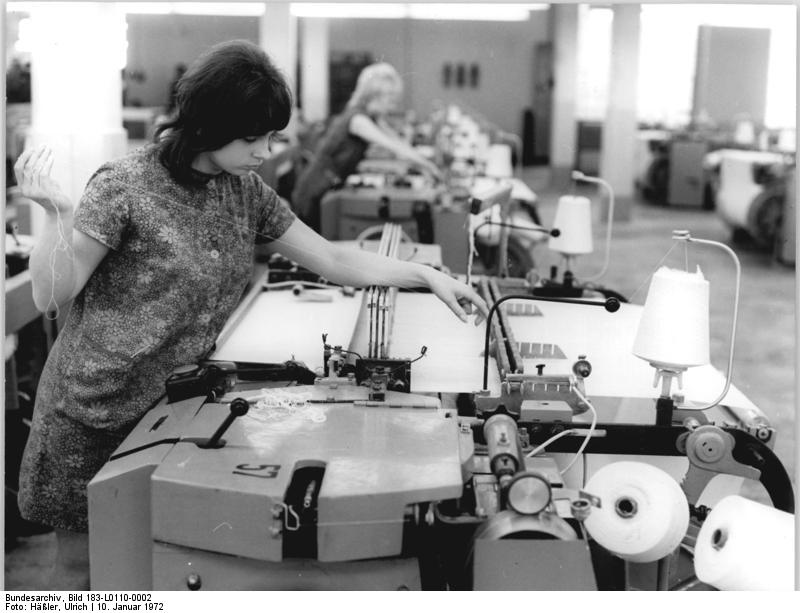
Tkadleny obsluhující tryskové stroje (NDR v roce 1972)
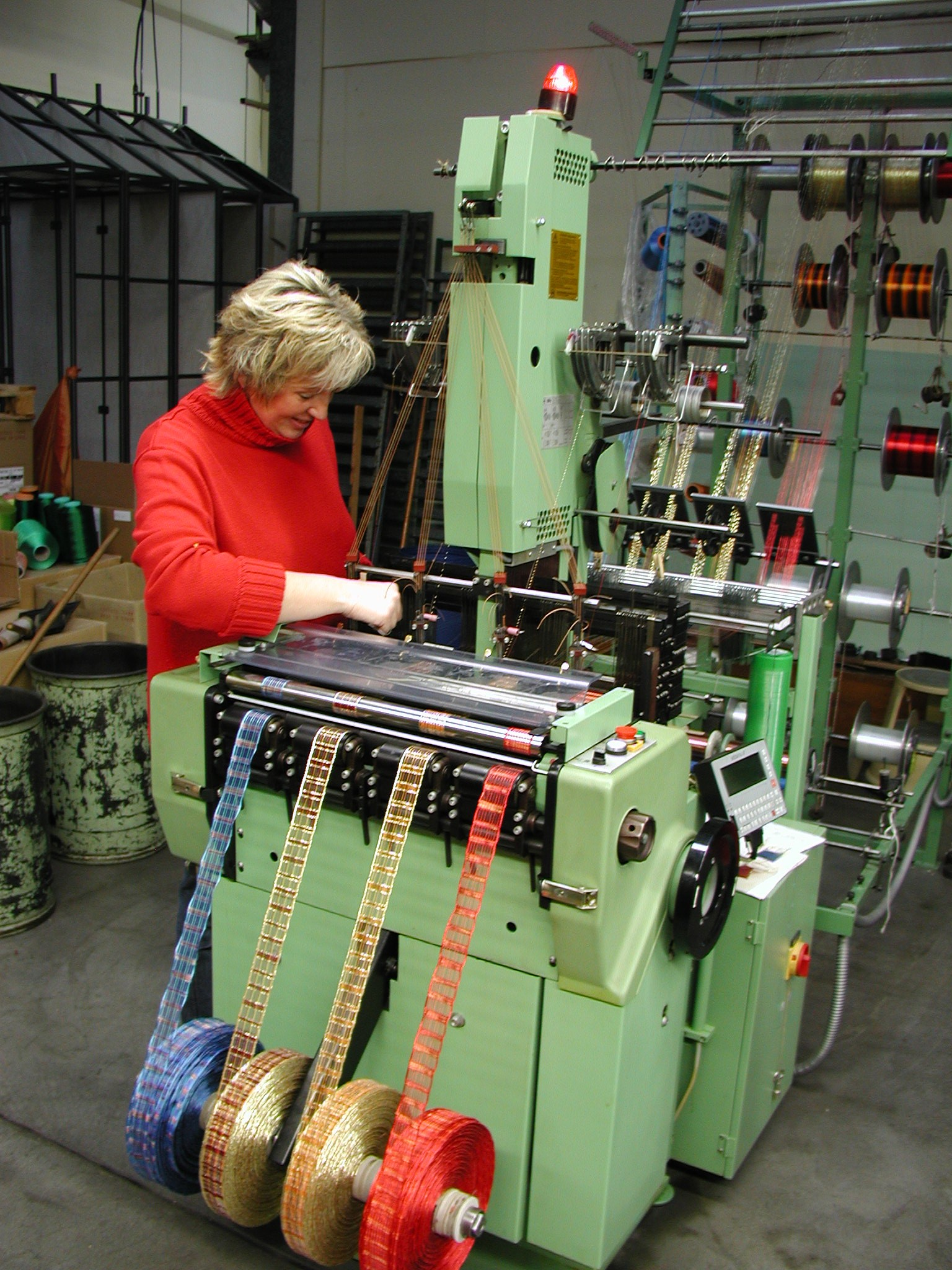
Tkaní na stuhovém stroji (cca 2005)
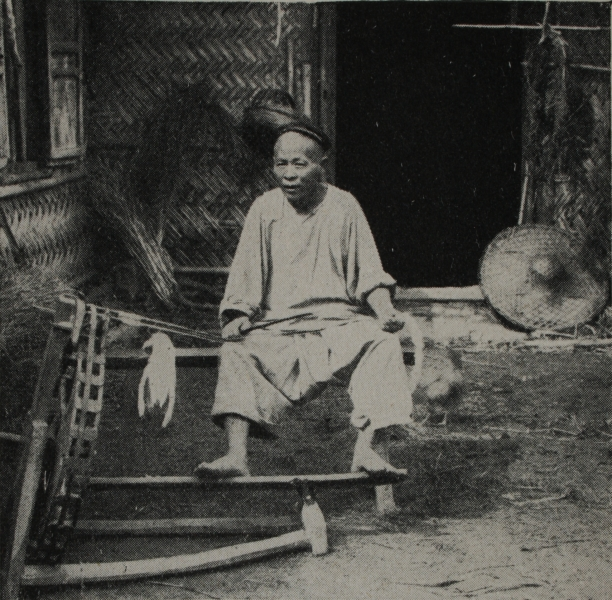
Tkadlec v Číně (cca 1900)
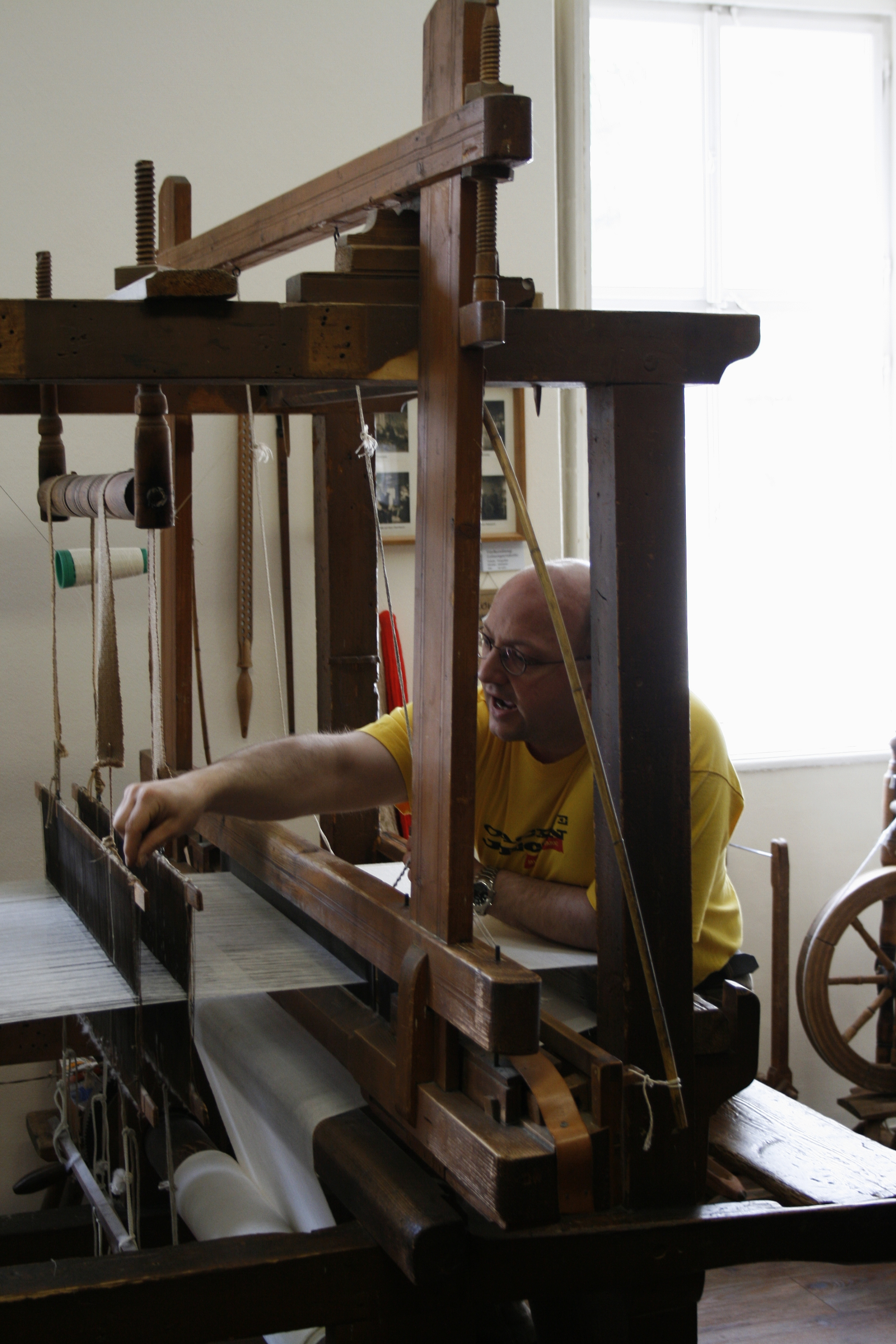
Muzeum damaškové a smyčkové tkaniny (Großschönau, 2014)